# Filip Glavaš
Filip Glavaš (Rijeka, 6 de mayo de 1997) es un jugador de balonmano croata que juega de extremo derecho en el RK Zagreb. Es internacional con la selección de balonmano de Croacia.
Su primer gran campeonato con la selección fue el Campeonato Europeo de Balonmano Masculino de 2022.

## Palmarés

### Selección nacional
| Campeonato Mundial | Campeonato Mundial           | Campeonato Mundial | Campeonato Mundial |
| Año                | Lugar                        | Medalla            |                    |
| ------------------ | ---------------------------- | ------------------ | ------------------ |
| 2025               | Croacia, Dinamarca y Noruega | Medalla de plata   |                    |

### RK Zagreb
- Liga de Croacia de balonmano (1): 2024
- Copa de Croacia de balonmano (1): 2024

## Clubes
| Club              | País      | Año       |
| ----------------- | --------- | --------- |
| MRK Kozala Rijeka | Croacia   | 2014-2017 |
| RK Zamet          | Croacia   | 2017-2018 |
| GRK Varazdin      | Croacia   | 2018-2019 |
| RK Umag           | Croacia   | 2019-2020 |
| RK Porec          | Croacia   | 2020-2021 |
| RK Trimo Trebnje  | Eslovenia | 2021-2023 |
| RK Zagreb         | Croacia   | 2023-Act. |